# Расстройства шизофренического спектра
Расстройства шизофренического спектра — группа психических состояний с чётким набором диагностических критериев, которые имеют сходство по клиническим признакам или сходство на уровне механизма или этиологии расстройства:46. Как правило, эти расстройства имеют клинические особенности, общие с шизофренией:46. Эти расстройства могут иметь в своей основе общие генетические дефекты, вызывающие восприимчивость к травмирующим факторам, и вероятно, что они представляют разные проявления лежащей в их основе базовой уязвимости. Помимо собственно шизофрении к расстройствам шизофренического спектра обычно причисляются шизотипическое расстройство личности и шизоаффективное расстройство:46. Однако результаты генетических исследований предполагают включение в спектр также аффективных психотических состояний:46
. Вследствие ограниченности наших знаний об этиопатологии шизофрении, диагностические критерии этого заболевания и сходных с ним расстройств в определённой степени являются произвольными.

## Список расстройств шизофренического спектра
Многие исследования включают в разряд расстройств шизофренического спектра как минимум 6 расстройств, отличных от шизофрении::49
- шизофреноформное расстройство[6];
- шизоаффективное расстройство[4];
- бредовое расстройство[4][7][8];
- аффективные расстройства: биполярное аффективное расстройство с психотическими симптомами и тяжёлый депрессивный эпизод с психотическими симптомами[6][9][10];
- психотическое расстройство БДУ[4][11];

Предположительно связанные с шизофренией непсихотические расстройства личности, относящиеся к расстройствам шизофренического спектра:
- шизотипическое расстройство личности[12];
- параноидное расстройство личности[4][13];
- шизоидное расстройство личности[14].

Есть также некоторые свидетельства того, что тревожное расстройство личности является расстройством шизофренического спектра.

## Классификация А. Жабленского
А. Жабленский выделяет следующие типы шизофренического спектра:
- «твёрдый» спектр
  - пограничные формы — латентная шизофрения
  - прогредиентные формы шизофрении
- «мягкий спектр»
  - шизотипическое расстройство личности
  - острые шизофреноподобные психозы
  - «мягкие» неврологические синдромы, встречаемые у близких родственников шизофреников

## Расстройства шизофренического спектра и другие психотические расстройства
В Диагностическом и статистическом руководстве по психическим расстройствам 4-го издания (DSM-IV и DSM-IV-TR) присутствовал раздел «шизофрения и другие психотические расстройства», который был переименован в последнем, 5-м издании (DSM-5) в «расстройства шизофренического спектра и другие психотические расстройства» (англ. Schizophrenia Spectrum and Other Psychotic Disorders).
Расстройства шизофренического спектра были объединены с «другими психотическими расстройствами» на основании общих характеристик: дезорганизованное мышление, галлюцинации, бред, грубо дезорганизованное или кататоническое поведение и негативные симптомы. Термин «психоз» имеет разные значения, но начиная с DSM-III, в США его использование более чётко сформулировано: опыт разрыва с реальностью.
В группу «расстройства шизофренического спектра и другие психотические расстройства» входят:
- Шизотипическое расстройство (личности)
- Бредовое расстройство
- Краткое психотическое расстройство
- Шизофреноформное расстройство
- Шизофрения
- Шизоаффективное расстройство
  - Шизоаффективное расстройство. Биполярный тип
  - Шизоаффективное расстройство. Депрессивный тип
- Психотическое расстройство, вызванное веществами/лекарствами
- Психотическое расстройство, вызванное другим заболеванием
  - Психотическое расстройство, вызванное другим заболеванием. С бредом
  - Психотическое расстройство, вызванное другим заболеванием. С галлюцинациями
- Кататония, связанная с другим психическим расстройством (спецификатор кататонии)
- Кататонический расстройство из-за другого заболевания
- Неуточнённая кататония
- Другое уточнённое расстройство шизофренического спектра и другие психотические расстройства
- Неуточнённое расстройство шизофренического спектра и другие психотические расстройства

Структура главы с шизофренией изменилась, так что теперь расстройства шизофренического спектра объединились с другими психотическими расстройствами. Расстройства в руководстве теперь расположены от наименее лёгких до самых тяжёлых. Тяжесть определяется числом, уровнем и продолжительностью психотических симптомов и признаков.
Шизотипическое расстройство личности включено в раздел расстройства шизофренического спектра и другие психотические расстройства, но текст и критерии остаются в разделе «расстройства личности». Шизотипическое расстройство личности находится в этой группе, так как со времён DSM-III доказана его тесную этиологическую связь с шизофренией и другими психотическими расстройствами. Однако психотическим расстройством разработчики руководства не считают.
Бред — единственная клиническая характеристика бредового расстройства, в DSM-IV/DSM-IV-TR оно должно было быть «не вычурным» по определению. Ранее бредовое расстройство ограничивалось только англ. «nonbizarre delusions» (невычурным бредом), иначе диагноз изменяли. Теперь этот пункт убрали, и бредовое расстройство может иметь вычурный бред.

## Шизотипия
Шизотипическое расстройство — синдромальный комплекс, сходный с шизофренией и отчасти с шизоаффективным расстройством; основное его отличие от шизофрении — непостоянный, преходящий характер психотических переживаний. В дополнение к слабо выраженным психозоподобным переживаниям у больных шизотипией часто наблюдаются плохие взаимоотношения с людьми и нарушения когнитивных функций, подобные нарушениям при шизофрении, но менее тяжелые.
| Шизофрения | Шизотипия |
| --- | --- |
| - Искажённое восприятие действительности (бредовые идеи и галлюцинации) - Психомоторное и эмоциональное обеднение (негативные симптомы) - Дезорганизация мышления | - Непостоянные психотические искажения - Негативные признаки (социальная изоляция, притупление аффекта) - Когнитивная дезорганизация При этом не соответствует полным диагностическим критериям шизофрении |

Шизотипия и шизофрения обычно сопутствуют друг другу в семьях, и это свидетельствует о том, что у них могут быть общие генетические факторы риска. Однако шизотипия не встречается исключительно как предшественник шизофрении; по-видимому, она скорее всего является альтернативным проявлением базовой уязвимости, которая может (или не может) предвещать развитие шизофрении.

## Наследственность при шизофрении
Вероятность возникновения расстройства шизофренического спектра (шизоаффективного расстройства, шизотипического, параноидного расстройства личности или др.) значительно увеличиваются при наличии близких родственников больных шизофренией.

## Критика
Известный психиатр, психотерапевт, нарколог и клинический психолог В. Д. Менделевич указывает, что некоторые термины, обозначающие психопатологические симптомы, которые, как считается, встречаются при расстройствах шизофренического спектра, являются сомнительными и дискуссионными — возможно, указывая на обнаружение признаков, не соответствующих характеристикам симптомов. К таким терминам относятся аморфность и разноплановость мышления, соскальзывание и резонёрство, вычурность и нелепость поступков и увлечений, выхолощенность эмоций, амбивалентность и амбитендентность.